# 아이돌마스터 스탈릿 시즌
《아이돌마스터 스탈릿 시즌》(일본어: アイドルマスター スターリットシーズン 아이도루마스타 스타릿토시즌[*])은 반다이 남코 게임스로부터 2021년 10월 14일에 발매된 PlayStation 4, Steam용 아이돌 육성 게임이다.